# Exiliniscus aculeatus
Exiliniscus aculeatus är en kräftdjursart som beskrevs av Joseph F. Siebenaller och Robert Raymond Hessler 1981. Exiliniscus aculeatus ingår i släktet Exiliniscus och familjen Nannoniscidae. Inga underarter finns listade i Catalogue of Life.